# Adventure Time (6.ª temporada)
A sexta temporada da série animada americana Adventure Time, criada por Pendleton Ward e exibida pelo Cartoon Network e suas subsidiárias regionais, está atualmente em exibição.
A estreia da temporada com o episódio duplo "Wake Up" e "Escape from the Citadel" em 21 de abril de 2014 foi vista por 3,321 milhões de espectadores, marcando um aumento significativo do fim da sexta temporada.

## Episódios
| # | #  | Título                                | Diretor supervisor | Escritor (es)                                         | Exibição original   | Código de produção | Audiência (em milhões) |
| --- | -- | ------------------------------------- | ------------------ | ----------------------------------------------------- | ------------------- | ------------------ | ---------------------- |
| 157 | 1  | "Wake Up" (Parte 1)                   | Elizabeth Ito      | Andy Ristaino & Cole Sanchez                          | 21 de abril de 2014 | 1025-166           | 3.321                  |
| Finn e Jake tentam cometer um crime cósmico para poderem irem para a "Citadel", uma prisão do multiverso onde o pai de Finn está preso. Revelando-se ser uma manifestação onírica, Prismo oferece ajuda ao instrui-los trazer o seu velho corpo adormecido e acorda-lo, já que matar um mestre dos desejos é um crime cósmico. Entretanto, tendo entrando em estado comatoso desde do fracasso do seu último plano, o Lich acorda ele o velho homem, matando prismo e sendo enviado para a Citadela. |    |                                       |                    |                                                       |                     |                    |                        |
| 158 | 2  | "Escape from the Citadel" (Parte 2)   | Adam Muto          | Tom Herpich & Steve Wolfhard                          | 21 de abril de 2014 | 1025-163           | 3.321                  |
| Indo junto com Lich cristalizado para a prisão, Jake e Finn encontam o pai biológico deste, Martin, que não age de acordo com o que Finn esperava, enquanto são obrigados a fugir quando o Lich destrói a Citadel. Enquanto Finn e Jake são distraídos pelo Lich, que eles derrotam ao expô-lo às propriedades regenerativas de um Guardão morto, Martin foge e Finn o persegue. Na perseguição, a espada de grama de Finn toma seu braço quando Finn tenta impedir que seu pai fuja numa nave espacial, fazendo com o braço de Finn seja amputado quando Martin consegue escapar. Apesar da perda de seu pai e de seu membro, com uma flor crescendo no lugar do antebraço, ele e Jake comemoram uma vitoria, porque o Lich foi transformado num bebe gigante, que eles então deixam com os recém-casados Sr. e Dona Tromba.                                                                               |    |                                       |                    |                                                       |                     |                    |                        |
| 159 | 3  | "James II"                            | Elizabeth Ito      | Seo Kim & Somvilay Xayaphone                          | 28 de abril de 2014 | 1025-164           | 2.033                  |
| Finn e Jake descobrem que os clones de James tem fingido a propria morte para ganhar medalhas de mérito para o primeiro clone. Depois de descobrir que existem, então, 25 Jameses a Princesa Jujuba ordena que eles sejam presos. No entanto, antes que isso aconteça, os monstros de gosma do episódio (James) da temporada anterior atacam. Os clones então redimissem sacrificando-se para salvar a Princesa Jujuba, que então reúne todos os clones em um só em laboratório e o bane os Jameses para as terras devastadas. |    |                                       |                    |                                                       |                     |                    |                        |
| 160 | 4  | "The Tower"                           | Andres Salaff      | Tom Herpich & Steve Wolfhard                          | 5 de maio de 2014   | 1025-168           | 2.101                  |
| Finn não está contente com os braços substitutos feitos pelas princesas, e a sua angústia emocional manifesta-se na forma de um braço telecinético. Com sua prótese psíquica, ele decide construir uma torre até o espaço para poder vingar-se de seu pai, cortando o braço dele também. Finn rapidamente fica obcecado com a construção da cada vez mais alta torre, preocupando a Princesa Jujuba. Depois que Finn atinge o final da troposfera, ele começa a alucinar devido a falta de oxigênio, sendo então salvo no último segundo por seu pai. A bordo de uma nave espacial, Finn tenta continuar sua vingança, apenas para se descobrir incapaz. Finn desiste de sua vingança e seu pai revela-se como a Princesa Jujuba, que armou uma simulação tornada crível pela alucinação e pelo ódio de Finn, depois de ela ter salvado Finn da atmosfera, para que ele pudesse descarregar sua frustração. |    |                                       |                    |                                                       |                     |                    |                        |
| 161 | 5  | "Sad Face"                            | Adam Muto          | Graham Falk                                           | 12 de maio de 2014  | 1025-162           | 1.774                  |
| Mensalmente, a cauda de Jake trabalha num circo de insetos itinerante enquanto Jake dorme. A cauda trabalha como palhaço com o nome de palco de Blue Nose (Nariz Azul). Blue Nose, entretanto, fica descontente com a maneira que o líder do picadeiro trata um esquilo capturado, que é exibido como uma besta selvagem. Blue Nose faz um acordo com o líder que se ele puder fazer mais dinheiro que o esquilo, ele será solto. Blue Nose faz então uma performance hilaria que cumpre os requisitos do acordo, que o lider do picadeiro, por sua vez, não honra; Blue Nose e o esqulo então subsequentemente fogem. Blue Nose retorna para Jake, assim que ele acorda. |    |                                       |                    |                                                       |                     |                    |                        |
| 162 | 6  | "Breezy"                              | Andres Salaff      | Jesse Moynihan & Derek Ballard                        | 5 de junho de 2014  | 1025-165           | 2.274                  |
| Avisado pela Doutora Princesa que seu braço-flor irá cair se ele não começar a sentir novamente, Finn decide tentar beijar quantas princesas o possível para reganhar seu sentido de emoção e animação. Finn logo encontra uma abelha chamada Breezy, que deseja a flor de Finn e por isso o ajuda a beijar as princesas. Eventualmente, a flor transforma-se numa árvore que explode, revelando que seu braço recresceu por dentro. |    |                                       |                    |                                                       |                     |                    |                        |
| 163 | 7  | "Food Chain"                          | Masaaki Yuasa      | Masaaki Yuasa                                         | 12 de junho de 2014 | 1025-161           | N/A                    |
| Em uma viagem de campo para o Museu do Reino Doce de História Natural, Finn e Jake aprendem sobre a cadeia alimentar, tornando-se parte da cadeia alimentar! |    |                                       |                    |                                                       |                     |                    |                        |
| 164 | 8  | "Furniture & Meat"                    | Elizabeth Ito      | Andy Ristaino & Cole Sanchez                          | 19 de junho de 2014 | A Definir          | 1.856                  |
| BMO, concerned that Finn and Jake's massive hoard of gold is threatening the structural integrity of their treehouse, talks Finn into spending the money at an expensive resort at Wildberry Kingdom. Chaos ensues when Jake begins wildly spending money and bribing local officials prompting Wildberry Princess to go on the warpath. |    |                                       |                    |                                                       |                     |                    |                        |
| 165 | 9  | "The Prince Who Wanted Everything"    | Adam Muto          | Adam Muto, Kent Osborne, Emily Partridge, & Bert Youn | 26 de junho de 2014 | A Definir          | 2.476                  |
| Princesa Caroço sequestra e prende o Rei Gelado, forçando-o ler sua própria fan-fiction de Fionna e Cake sobre "o belo e sensível" Príncipe Caroço que foge de seus cruéis pais para começar uma nova vida. |    |                                       |                    |                                                       |                     |                    |                        |
| 166 | 10 | "Something Big"                       | Andres Salaff      | Jesse Moynihan                                        | 3 de julho de 2014  | A Definir          | 1.948                  |
| Maja, a Bruxa do Céu invoca e comanda Daren a atacar o Reino Doce, para que ela possa usar os sentimentos dos cidadãos para aumentar seus poderes. Refri sacrifica-se para prender Daren e Maja enquanto Finn busca seu Elefante Psíquico de Guerra Pré-Histórico para combate-los. Depois de derrotar Maja e Daren, Finn decide que não pode dar mais ordens ao elefante, decidindo liberta-lo. Ele eventualmente decide ajudar Maja a recuperar-se do coma em que Finn a pôs. |    |                                       |                    |                                                       |                     |                    |                        |
| 167 | 11 | "Little Brother"                      | A Definir          | A Definir                                             | 10 de julho de 2014 | A Definir          | 2.095                  |
| Shelby, durante uma festa na viola de Jake, sofre um acidente e corta a sua cauda, que ganha vida. Shelby nomeia o seu novo "irmão" como Kent, e pede ajuda a Jake para poder ser um bom irmão mais velho. Jake o instrui dar a Kent uma espada e manda-lo lutar com vilões. Kent então aventura-se pela entranhas da casa da árvore, onde ele desafia o rei dos ratos. Por fim, Shelby revela que as ações de Kent permitiram que o salgueiro de Finn e Jake florisse na primavera daquele ano. |    |                                       |                    |                                                       |                     |                    |                        |
| 168 | 12 | "Ocarina"                             | A Definir          | A Definir                                             | 17 de julho de 2014 | A Definir          | 1.861                  |
| Cansado das travessuras de Jake, seu filho Kim Kil Whan tenta muda-lo. |    |                                       |                    |                                                       |                     |                    |                        |
| 169 | 13 | "Thanks for the Crabapples, Guiseppe" | Elizabeth Ito      | Seo Kim & Somvilay Xayaphone                          | 24 de julho de 2014 | A Definir          | 2.180                  |
| Rei Gelado e uma banda de magos deslocados vão numa viagem mistica. |    |                                       |                    |                                                       |                     |                    |                        |
| 170 | 14 | "Princess Day"                        | A Definir          | Seo Kim & Somvilay Xayaphone                          | 31 de julho de 2014 | A Definir          | A Definir              |
| A princesa Caroço e a Marceline planejam pregar uma peça na Princesa Café da Manhã. |    |                                       |                    |                                                       |                     |                    |                        |